# Montmelon
Montmelon era una antigua comuna suiza del cantón del Jura, situada en el distrito de Porrentruy.

## Historia
El 1 de enero de 2009 se fusionó con los municipios de Epauvillers, Epiquerez, Montenol, Ocourt, Saint-Ursanne y Seleute para formar la comuna de Clos du Doubs.
El municipio limitaba con las comunas de Asuel, Saint-Ursanne, Montenol, Epauvillers, Saint-Brais, Glovelier, Boécourt, Cornol, Courgenay, Seleute y Ocourt.